# Witenwasserenreuss
La Witenwasserenreuss est un cours d'eau de Suisse, du bassin versant du Rhin.